# 프랑스령 폴리네시아의 공휴일
프랑스령 폴리네시아의 공휴일은 다음과 같다.
| 날짜           | 공휴일 이름                             | 비고                     |
| -------------- | --------------------------------------- | ------------------------ |
| 1월 1일        | 새해 첫날                               |                          |
| 3월 5일        |                                         |                          |
| 3~4월 중(이동) | 성금요일                                |                          |
| 3~4월 중(이동) | 부활절                                  |                          |
| 3~4월 중(이동) | 이스터 먼데이                           | 부활절 다음날.           |
| 5월 1일        | 노동절                                  |                          |
| 5월 8일        | 유럽 전승 기념일                        |                          |
| 5~6월 중(이동) | 주님 승천 대축일                        |                          |
| 5~6월 중(이동) | 성령 강림 대축일                        |                          |
| 5~6월 중(이동) | 교회의 어머니 복되신 동정 마리아 기념일 | 성령 강림 대축일 다음날. |
| 6월 29일       |                                         |                          |
| 7월 14일       | 혁명 기념일                             |                          |
| 8월 15일       | 성모 승천 대축일                        |                          |
| 11월 1일       | 모든 성인 대축일                        |                          |
| 11월 11일      |                                         |                          |
| 12월 25일      | 크리스마스                              |                          |